# Türksat 4A
Türksat 4A – turecki geostacjonarny satelita telekomunikacyjny należący do operatora Türksat AS. Satelita zapewnia usługi telekomunikacyjne, w tym bezpośredni odbiór kanałów telewizyjnych, na terenie Europy, Azji Centralnej, Bliskiego Wschodu i Afryki. Zajmuje pozycję orbitalną 42°E. Planowany czas działania satelity wynosi 15 lat.
W ceremonii dostawy satelity wziął udział Recep Tayyip Erdoğan, premier Turcji, odwiedzając tokijskie zakłady Mitsubishi Electric. Z tej okazji tablicę pamiątkową podpisali: premier Turcji, dyrektor generalny Türksat (Özkan Dalbay) i dyrektor generalny Mitsubishi (Kenichiro Yamanishi).
Jest to pierwszy satelita operatora Türksat i pierwszy satelita produkcji Mitsubishi Electric wyniesiony przez International Launch Services.

## Budowa
Satelita został zbudowany na podstawie umowy z marca 2011 roku, o wartości 571 mln USD, z japońską firmą Mitsubishi Electric, obejmującej również budowę bliźniaczego Türksat 4B. Są to, odpowiednio, 9. i 10. satelita oparty na platformie DS2000. W kwietniu 2011 roku firma International Launch Services otrzymała kontrakt na wyniesienie obu satelitów.
Wyposażony jest w 6 transponderów pasma C, 28 transponderów pasma Ku i dwa pasma Ka.